# Баранець мадагаскарський
Баранець мадагаскарський (Gallinago macrodactyla) — вид сивкоподібних птахів родини баранцевих (Scolopacidae).

## Поширення
Ендемік Мадагаскару. Поширений у вологому регіоні у східній частині країни. Мешкає у заболочених місцях на висоті від рівня моря до 2700 м над рівнем моря, найчастіше трапляється вище 700 м

## Опис
Це великий і важкий кулик з кремезним тілом і відносно короткими ногами, довжина дорослої особини досягає 29–32 см. Верх, голова та потилиця смугасті та з широкими темними смугами та золотисто-коричневими краями пір’я. Смуги продовжуються вниз по спині. Черево біле з деякими коричневими смугами на боках.Чорнуватий дзьоб дуже довгий, прямий і досить міцний. Ніжки і ступні жовто-оливкові або зеленувато-сірі.